# Maxwell (Nouveau-Mexique)
Pour les articles homonymes, voir Maxwell.
Maxwell est un village de l'État américain du Nouveau-Mexique, situé dans le Comté de Colfax. Selon le recensement de 2010, sa population est de 254 habitants.